# Иконографија
Хришћанска уметност икона и њена употреба у Цркви настаје на основу одлука Седмог васељенског сабора одржаног у Никеји 787. године. Од тада је сликање икона дозвољено, због тога што је утемељено на оваплоћењу Сина Божијег Исуса Христа. У Сину Божијем који је постао човек, Христос Бог је постао видљив, сазнајан и доступан људима. На том уласку Бога у историју управо се темељи и спасење људи, и вечно постојање. 
Хришћанска уметност је дозвољена у Цркви, јер њен циљ јесте да покаже да је целокупна икономија спасења у Христу истинита, да је Христово оваплоћење као Бога, страдање и васкрсење истинито, да се догодило у телу. То се односи и на сликарство, односно на иконописање. Црквени сабори су одлучили да се свете иконе Христове, Богородице, апостола, анђела и свих светих поштују и да се целивају, али то не значи и клањање материји, тј. то није идолопоклонство како су то тврдили противници 
иконопоштовања, него значи клањање прототипу који је на иконама изображен. По речима сабора: “Част указана икони ка прототипу се уздиже”. Другим речима, онај који указује част икони ту част указује, личности, која је на икони изображена. А та личност, тј. ипостас је ипостас Сина Божијег. Међутим, ипостас, односно личност, не постоји без природе и зато је неопходно да би се пројавила личност, да постоји и природа. То се пре свега односи на Господа Исуса Христа који се као личност оваплотио, а не и његова Божанска природа и ако би требало да му се клања као Богу, то не се може другачије него да се поштује у телу, тј. кроз материју, тачније у људском облику. 
Исти је случај и са поштовањем и клањањем светитељима. У њима се поштује Христ и клања се Сину Божијем, Христу, као личности с којом су они неразлучно и несливено сједињени Духом Светим. Зато и каже црквена песма “диван је Бог у светима својим”. Дакле, у светима се показује сам Бог. 
Начелно, хришћанска уметност се од самих својих почетака труди, колико је то могуће у ограничености материјалом, тј. ограничености природним законима материјала који користи, да прикаже свет и човека из перспективе будућег Царства Божијег. Хришћанска уметност је плод вере у долазак Царства Божијег, као новог начина постојања људи и природе у заједници с Богом у Христу. 
Хришћанска уметност не приказује свет и човека онаквим какви они јесу у историјској реалности, већ онаквим какви ће се јавити, какви ће постати у последњем дану историје, када ће смрт потпуно бити уништена кроз сједињење свих са Христом и у Христу и зато је то иконична уметност, јер користи природу која је још увек под влашћу природних закона и смрти. Делујући из ове перспективе, хришћански уметник жели да бића која приказује ослободи закона природе који их на крају воде у смрт и да их поставе у једно ново стање постојања, стање онтолошке слободе коју им даје Христова личност у коју су уипостазирани. У томе се огледа пре свега и слобода хришћанског уметника у односу на своје дело. Хришћански уметник не копира свет и његове односе који су засновани на природним законима нужности, већ тај свет поставља у нове односе слободе с Богом и ближњим у Христу. 
С друге стране, ти нови односи, односи слободе у хришћанској уметности нису апстрактни, не воде у нихилизам и поништење постојећих бића од стране уметника да би се остварила слобода уметника кроз стварање нечег новог, већ постојећа бића постављају у откривене односе будућег Царства Божијег возглављеног Христом. Будући да је то Царство будући век у коме бића налазе своје вечно постојање сједињена с Христом, онда се слобода уметника према свету који приказује изражава као љубав према њему. Јер, то значи љубав према једном бићу, да желите да биће које волите постоји вечно. Истовремено, пошто ће будуће Царство Божије, тј. његово постојање за нас, за постојећа бића бити израз наше, односно њихове слободе, онда се и слобода бића која су приказана изражава као љубав према другом бићу, пре свега према Богу у Христу, односно као љубав приказаног бића према другим бићима у Христу. Другим речима, икона, као један од карактеристичних уметничких израза православне Цркве, приказује личност, ипостас онога кога слика, јер личност је однос слободе љубави с Богом у Христу. 
Поштовање иконе управо значи поштовање, тачније ступање у тај исти однос који има најпре Христос са Богом Оцем, а затим и сви свети који су усиновљени Богу у Христу. 
Хришћанска уметност је литургијска, извире из литургије, приказује свет онаквим каквим се он појављује у Литургији као икони будућег Царства Божијег. Хришћанска уметност је иконијска, зато што приказује само однос, тачније личност, у коме ће бића бити у будућем Царству, док је природа која је носилац тих нових 
односа још увек под влашћу смрти. Но, природа ће се ослободити смрти, не мењајући се по природи, управо захваљујући тим новим односима у Христу, што је показало и Христово васкрсење. 
Нови односи људи, односно светитеља с Богом у Христу преображавају и њихову природу. Зато се светитељи сликају без телесних мана иако су их можда у историјском трајању имали. Слично је и са осталом природом. И она се у склопу личних односа Христа и његових светих с Богом, посредством Светог Духа, преображава на тај начин што се и она ослобађа закона нужности, трулежности и смрти, не престајући да буде створена природа.